# Charles Dutoit
Charles Édouard Dutoit (* 7. října 1936 Lausanne) je švýcarský dirigent, známý zejména díky svým interpretacím francouzské a ruské hudby 20. století. Vytvořil vlivné moderní nahrávky Berliozovy symfonie Romeo a Julie nebo baletů Maurice Ravela Daphnis et Chloé a Ma mère l'oye.
Během svého života získal přes 40 různých ocenění a vyznamenání. V letech 2009 až 2018 působil jako šéfdirigent a umělecký ředitel Royal Philharmonic Orchestra v Londýně.